# Pseudobunaea citrinarius
Pseudobunaea citrinarius är en fjärilsart som beskrevs av M.Gaede 1927. Pseudobunaea citrinarius ingår i släktet Pseudobunaea och familjen påfågelsspinnare. Inga underarter finns listade i Catalogue of Life.